# آلنا آمیالیوسیک
آلنا آمیالیوسیک (بلاروسی: Алена Васільеўна Амялюсік؛ زادهٔ ۶ فوریهٔ ۱۹۸۹) دوچرخه‌سوار اهل بلاروس است.
وی در مسابقات کشوری و بین‌المللی در مجموع برندهٔ ۲ مدال طلا، ۱ مدال برنز شده‌است.